# Estádio de General Severiano
Het Estádio de General Severiano was een voetbalstadion in Botafogo, een wijk van Rio de Janeiro en was de thuisbasis van Botafogo FR. 

## Geschiedenis
Het stadion werd gebouwd in 1912 en officieel geopend op 13 mei 1913 toen Botafogo Flamengo versloeg met 1-0, de wedstrijd telde mee voor het Campeonato Carioca. Mimi Sodré scoorde het eerste doelpunt. Na een renovatie onder leiding van architect Rafael Galvão werd het stadion opnieuw geopend op 28 augustus 1938 toen Botafogo Fluminense met 3-2 versloeg. In 1977 werd het stadion afgebroken. 
Carvalho Leite is met 101 goals in 90 wedstrijden de topschutter van het stadion.